# Mischline
Mischline, polnisch Myślina ist ein Ort in der Stadt- und Landgemeinde Guttentag im Powiat Oleski der Woiwodschaft Opole in Polen.

## Geografie
Mischline liegt sieben Kilometer südwestlich von Guttentag, 20 Kilometer südlich von Olesno (Rosenberg O.S.) und 31 Kilometer östlich von Opole (Oppeln).

## Geschichte

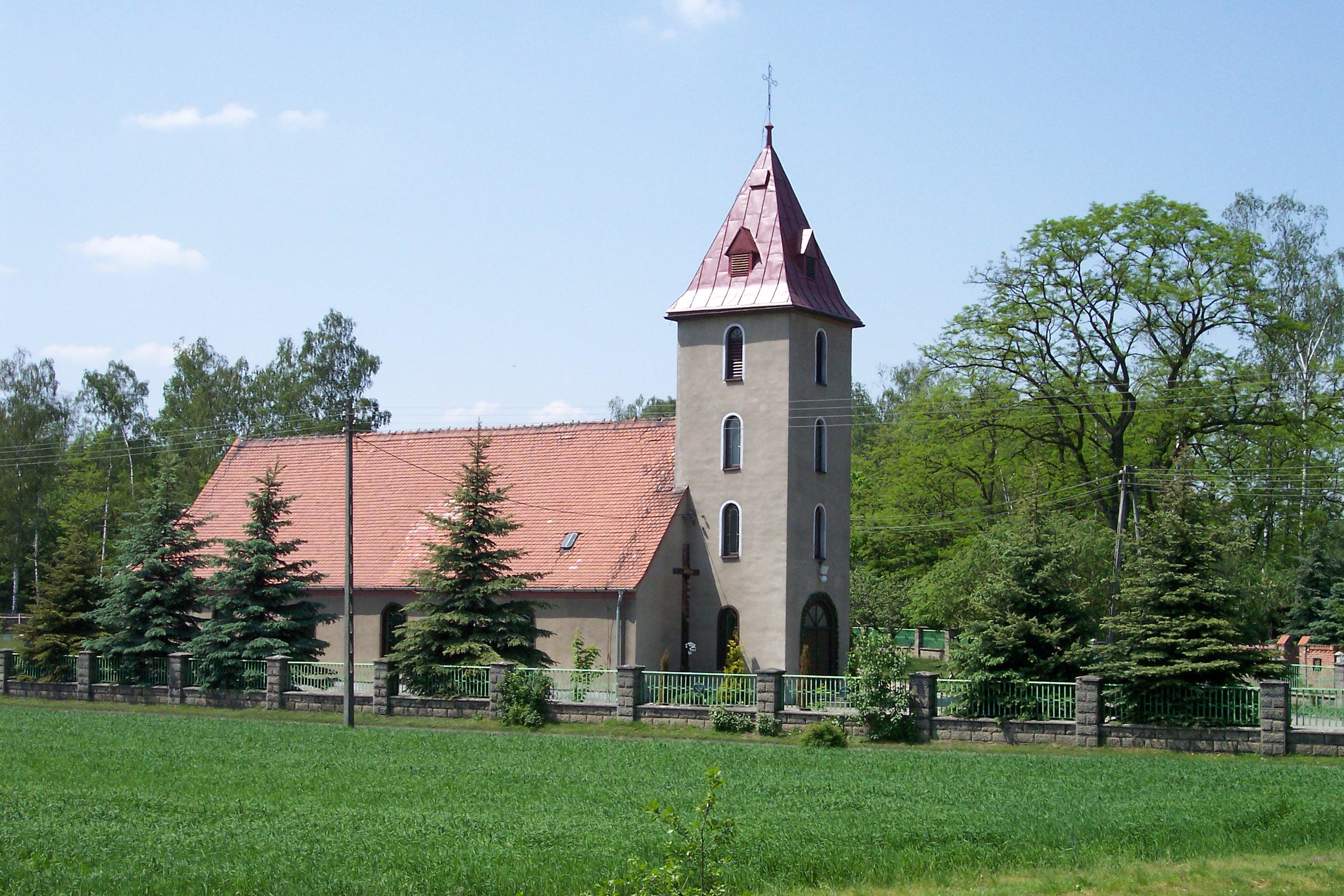
Kirche

Bei der Volksabstimmung in Oberschlesien am 20. März 1921 stimmten 66 Wahlberechtigte für einen Verbleib bei Deutschland und 144 für Polen. Mischline verblieb beim Deutschen Reich. Am 1. Januar 1927 kam Mischline vom Landkreis Groß Strehlitz zu dem bei Deutschland verbliebenen Teil des Kreises Lublinitz, dem späteren Landkreis Guttentag. 1933 lebten im Ort 609 Einwohner. Am 10. Dezember 1936 wurde der Ort in Bachheiden umbenannt. 1939 hatte der Ort 665 Einwohner.
1945 kam der bisher deutsche Ort unter polnische Verwaltung und wurde in Myślina umbenannt und der Woiwodschaft Schlesien angeschlossen. 1950 kam der Ort zur Woiwodschaft Oppeln. Von 1975 bis 1998 befand sich der Ort in der Woiwodschaft Tschenstochau. 1999 kam der Ort zur Woiwodschaft Oppeln und zum Powiat Oleski. Am 4. Juli 2008 erhielt der Ort zusätzlich den amtlichen deutschen Ortsnamen Mischline.

## Verkehr
Mischline hatte einen Bahnhof an der Bahnstrecke Kędzierzyn-Koźle–Kluczbork.

## Persönlichkeiten
- Benno Bartocha (1936–2020), Fotograf